# Lenka Foretová
Lenka Foretová (* 1957) je česká lékařka, zabývající se výzkumem v oboru klinické genetiky a onkologie.
Pracuje v Masarykově onkologickém ústavu v Brně jako vedoucí lékařka v oddělení epidemiologie a genetiky nádorů a jako vysokoškolská pedagožka na Klinice komplexní onkologické péče brněnské Masarykovy univerzity. Je autorkou řady vědeckých prací v tomto oboru. Je častým hostem v médiích, zabývá se popularizací prevence onkologických onemocnění.
Je externí spolupracovnicí Katedry lékařské genetiky Institutu postgraduálního vzdělávání ve zdravotnictví, místopředsedkyní výboru Společnosti lékařské genetiky a genomiky a členkou vědeckého výboru Fakultní nemocnice Brno. V letech 2005–2020 byla odbornou garantkou regionálního brněnského Mamma HELP centra (sdružení pacientek s nádorovým onemocněním prsu).